# Міллкрік Тауншип (округ Лебанон, Пенсільванія)
Міллкрік Тауншип (англ. Millcreek Township) — селище (англ. township) в США, в окрузі Лебанон штату Пенсільванія. Населення — 4368 осіб (2020).

## Демографія
Згідно з переписом 2010 року, у селищі мешкали 3892 особи в 1396 домогосподарствах у складі 1065 родин. Було 1487 помешкань
Расовий склад населення:
| - 97,7 % — білих - 0,5 % — чорних або афроамериканців - 0,4 % — азіатів - 0,1 % — корінних американців |

До двох чи більше рас належало 0,6 %. Частка іспаномовних становила 2,3 % від усіх жителів.
За віковим діапазоном населення розподілялося таким чином: 27,2 % — особи молодші 18 років, 59,3 % — особи у віці 18—64 років, 13,5 % — особи у віці 65 років та старші. Медіана віку мешканця становила 36,9 року. На 100 осіб жіночої статі у селищі припадало 101,2 чоловіків;  на 100 жінок у віці від 18 років та старших — 100,5 чоловіків також старших 18 років.
Середній дохід на одне домашнє господарство  становив 69 616 доларів США (медіана — 66 432), а середній дохід на одну сім'ю — 73 690 доларів (медіана — 66 198). За межею бідності перебувало 14,6 % осіб, у тому числі 26,0 % дітей у віці до 18 років та 2,4 % осіб у віці 65 років та старших.
Цивільне працевлаштоване населення становило 1776 осіб. Основні галузі зайнятості: освіта, охорона здоров'я та соціальна допомога — 21,7 %, будівництво — 20,2 %, виробництво — 19,1 %.